# Guardia del Zanjón
El Fuerte del Zanjón, o Fuerte del Zanjón de Nuestra Señora de Mercedes, fue un puesto fortificado que integró la primera línea de defensa del territorio de Buenos Aires en su frontera con el indio. 
Ubicado en el llamado "pago de Magdalena", en el actual cuartel 9° del partido de Brandsen, provincia de Buenos Aires, sirvió hasta 1779 cuando la frontera fue adelantada y su sector cubierto por el nuevo Fuerte San Juan Bautista de Chascomús.

## Antecedentes
Hacia 1735 las invasiones de pampas, comenzaron a ser más frecuentes y las expediciones resultaban ineficaces pues los indios ganaban rápidamente el desierto y las fuerzas que los perseguían iban mal montadas y pertrechadas, desconociendo el territorio pampeano.
Tras los grandes malones de 1740 (Luján y Matanza) y 1741 (Luján) se firmó un tratado con el cacique Cangapol para asegurar la frontera establecida en el río Salado (Buenos Aires), pero era una solución provisoria: el 28 de julio de 1744 200 pampas atacaron Cañada de la Cruz y Lujan.
El 26 de septiembre de ese año, el Cabildo aprobó un proyecto presentado por Julio de Eguía para aumentar el número de fortines que serían cubiertos por milicianos pagados a ración, pero no especificaba sus ubicaciones.

### Guardia del Zanjón
Ese año el cabildo y el gobernador dispusieron el despliegue de milicianos en los puntos más favorables de cada partido de la frontera, lo que fue ejecutado al año siguiente por el maestre de campo Juan de San Martín y Gutiérrez, fundando en 1745, sobre la base de la guardia de Magdalena establecida en 1741, la Guardia del Zanjón en el pago de Magdalena, entre el río Samborombón y un zanjón o arroyo que desembocaba en él.
La ubicación se encontraba en el cuartel 9° del actual Partido de Brandsen, a unos 2 kilómetros al este de la Ruta 2 en su km. 87, cerca del pueblo de Samborombón.
El asentamiento del Zanjón, sobre la margen norte del Samborombón, era un rancho rodeado por una estacada de palo a pique y un corral rodeado, que cubría la zona de las tolderías del cacique Bravo, cuya tribu estaba pacificada. El capitán San Martín levantó también un asentamiento en el pago de Las Conchas y otro en los pagos de la Matanza (Guardia Puesto de López) al que se agregaría luego el Fuerte de Pergamino (1749). En partidas de no más de 8 milicianos por turnos semanales avanzaban a descubierta 10 o más leguas al sur de su acantonamiento y permanecían una semana manteniéndose sobre el terreno y batiendo su sector para prevenir incursiones. 
Para 1750 la dura vida, la falta de pago, armamento y víveres había hecho desertar a los milicianos y la frontera quedaba nuevamente desguarnecida.
Aprovechando la situación, Cangapol y el cacique Felipe Yahati pusieron fin al tratado de paz y en febrero destruyeron las misiones jesuitas de Nuestra Señora de los Desamparados y Nuestra Señora de la Concepción.
En agosto los serranos atacaron nuevamente el pago de Magdalena. En noviembre la Guardia del Zanjón fue nuevamente puesta en pie y los aborígenes de las reducciones se refugiaron a la vera del fortín. 
En diciembre de 1751 los serranos atacaron nuevamente Magdalena. 
El 7 de abril de 1752 el Fuerte del Zanjón recibía una partida de 200 balas, 80 piedras de sílex y 8 libras de pólvora para la tropa y, posteriormente, dos palas y dos azadas para ayudar a reparar y mejorar las defensas.

### Frontera de 1753
Ese mismo año, el Cabildo de Buenos Aires proponía un plan para avanzar la línea de fronteras militares siguiendo el avance de hecho de la población de campaña y permitiendo dejar suficiente territorio a retaguardia. Los fuertes se ubicarían: el fortín del Salto sobre las nacientes del río Salto, que se convertiría así en avanzada del fuerte de Arrecifes, en Laguna Brava (Guardia de Luján o Fuerte San José de Luján, actual Mercedes) como puesto avanzado del fuerte de Luján y en la laguna de Lobos, rápidamente descartada por la vieja posición del Zanjón donde se levantaría un nuevo fuerte.
Las distancias previstas eran de 36 a 38 leguas entre el del Zanjón y Luján, y de este a Salto 24. Hacia el norte proseguian el de Pergamino y Arrecifes, establecidos años antes. 
En 1753 se trajeron para la obra materiales de la Reducción de la Concepción (actual Partido de Castelli). 
También fue destinado el mercedario fray Francisco Marcos Sosa, cura de la parroquia de Quilmes, para establecer la capilla del partido de la Magdalena y Guardia del Zanjón.
Félix de Azara en su reconocimiento de las Guardias y Fortines de la Frontera relata: "Esta es la época y la causa de la guerra con los indios, que ha ocasionado tantas muertes de una y otra parte. Para sostenerla formó el Gobernador D. José Andonaegui tres compañías de paisanos campestres, pagados y armados de lanzas. Llamó á la primera Valerosa, á la segunda Conquistadora, á la tercera Invencible, y á todas Compañías de blandengues, porque al pasar la revista en esta plaza, blandearon las lanzas. Aunque destinó la primera compañía al Zanjón, la segunda á Luján, y la tercera al Salto, no les permitió destino fijo, queriendo que siempre estuviesen en movimiento."
Finalmente, la compañía de Blandengues de Buenos Aires llamada La Atrevida, al mando del capitán Juan Blas Gago, fue destinada al Zanjón.
El 8 de septiembre de 1757 el Ramo de Guerra entregó a Juan de Lezica, diputado a cargo de la compañía La Atrevida, la suma de $ 2084 reales para la paga de los milicianos y de sus gastos.

### Cambios de ubicación
En octubre de 1758 el teniente de Dragones José Ignacio de Zavala, nuevo comandante del fuerte por muerte de Juan Blas Gago, propuso la reconstrucción del fuerte en una posición que juzgaba más conveniente, ¾ de legua al frente: "solicito diez carretas con materiales para hacer un cuartel, porque la gente no tiene donde recogerse, porque esta todo por el suelo, y podrido los palos, las maderas del cuartel están buenas y antes que las quemasen se podrían remediar mandándome carretas con cañas y más cuatro bergas de las que tiene el Rey en el Riachuelo, para hacer un mangrullo para el centinela, y mandándome lo que pido podré mudarlo a otra loma que hay aquí inmediato, y más alta que descubre mucho la campaña y con eso nos libraríamos de los ratones que los hay más que mosquitos en un bañado. Corral no hay para a caballada, los cañones los he clavado en el suelo sirviendo de poste para atar a los caballos. Todo está muy malo, las pajas y las cañas para embarillar el cuartel se traerán en carretas de la Ensenada, porque aquí solo quesos de bagual hai para cocinar en lugar de leña".
La solicitud de Zavala fue autorizado por el Gobernador Interino Alonso de la Vega, previo informe favorable del Maestre de Campo capitán de Dragones Lázaro de Mendinueta, pero para el 18 de noviembre de 1758 aún no se había hecho nada y Zavala informaba al Teniente del Rey que "…había hablado con Carmona para la fabricación del fuerte y cuartel y ver que puede hacer, pues estamos viviendo a la intemperie del sol que nos abrasa y de las polvaredas, y lo peor es no tener a toda la gente junta y acuartelada". 
El 18 de febrero de 1759 Zavala informaba que "Gerónimo Carmona ha concluido con la madera (…) toda la que me ha traído es muy buena y ya tengo hecho el fuerte y cuartel, el que me parece ha quedado muy bueno y muy grande, pues dentro del fuerte caben 400 hombres bastante descansados. Solo el cuartel me salió un poco chico por no alcanzarme la madera pues solo tiene con capilla y cuarto de oficial 28 varas y media. El fuerte tiene de frente 52 varas largas y de fondo 47, tiene sus cubos o garitas para los centinelas, dos corrales y otro bastante capaz para todos que debe concluirse para el 20 o 21".
Finalmente, el 23 de febrero informa que "El fuerte y corral y todo lo demás queda ya concluido, lo que me parece ha quedado muy bueno. Geronimo Carmona ha hecho mucho más de lo que pensaba, ya que ha concluido con todo, y traído maderas muy buenas de las Islas del Tordillo". 
El 8 de noviembre Zavala informa al inspector general coronel Maguna que el nuevo fuerte San Martín es nuevamente asiento de la Compañía de Blandengues La Atrevida. Para 1761 el paso de los blandengues que se dirigían de Buenos Aires a la Guardia del Zanjón era lo suficientemente regular como para provocar la bifurcación del Camino Real, siguiendo la traza de la actual avenida Mitre en Wilde.
En octubre de 1766 el inspector general de la Frontera Sur sargento mayor Clemente López Osornio solicitó al gobernador Francisco de Paula Bucarelli el envío de "2000 postes y 400 cañas para reparar la fortificación que se encontraba muy destruida, no sirviendo sus instalaciones ni para defensa de sus habitantes ni de refugio para la población circundante que se ha retirado por el temor a los ataques de los indios". 
En marzo de 1767 López Osornio informaba a sus superiores que con los materiales recibidos el capitán Juan de Mier y Terán había concluido la refacción, teniendo ahora el fuerte 57 varas por lado con empalizada de palo a pique sin foso, construida con 1124 postes de ñandubay, un rancho con capacidad para 150 hombres, un alojamiento para oficiales, capilla, un rancho como piquete de entrada y dos corrales con empalizada de 620 palos de ñandubay.
El 1º de octubre de 1767, estando la capilla a cargo del padre Pedro Celestino el fuerte fue consagrado a Nuestra Señora de las Mercedes. El puesto fue denominado desde entonces como "Fuerte del Zanjón de Nuestra Señora de Mercedes" o fuerte del Zanjón. La imagen de la capilla hoy se encuentra en Chascomús.
El 9 de marzo de 1768, en razón de la sequía y consiguiente escasez de pastos, propuso sin éxito un nuevo traslado a la banda sur del río Salado (Buenos Aires).

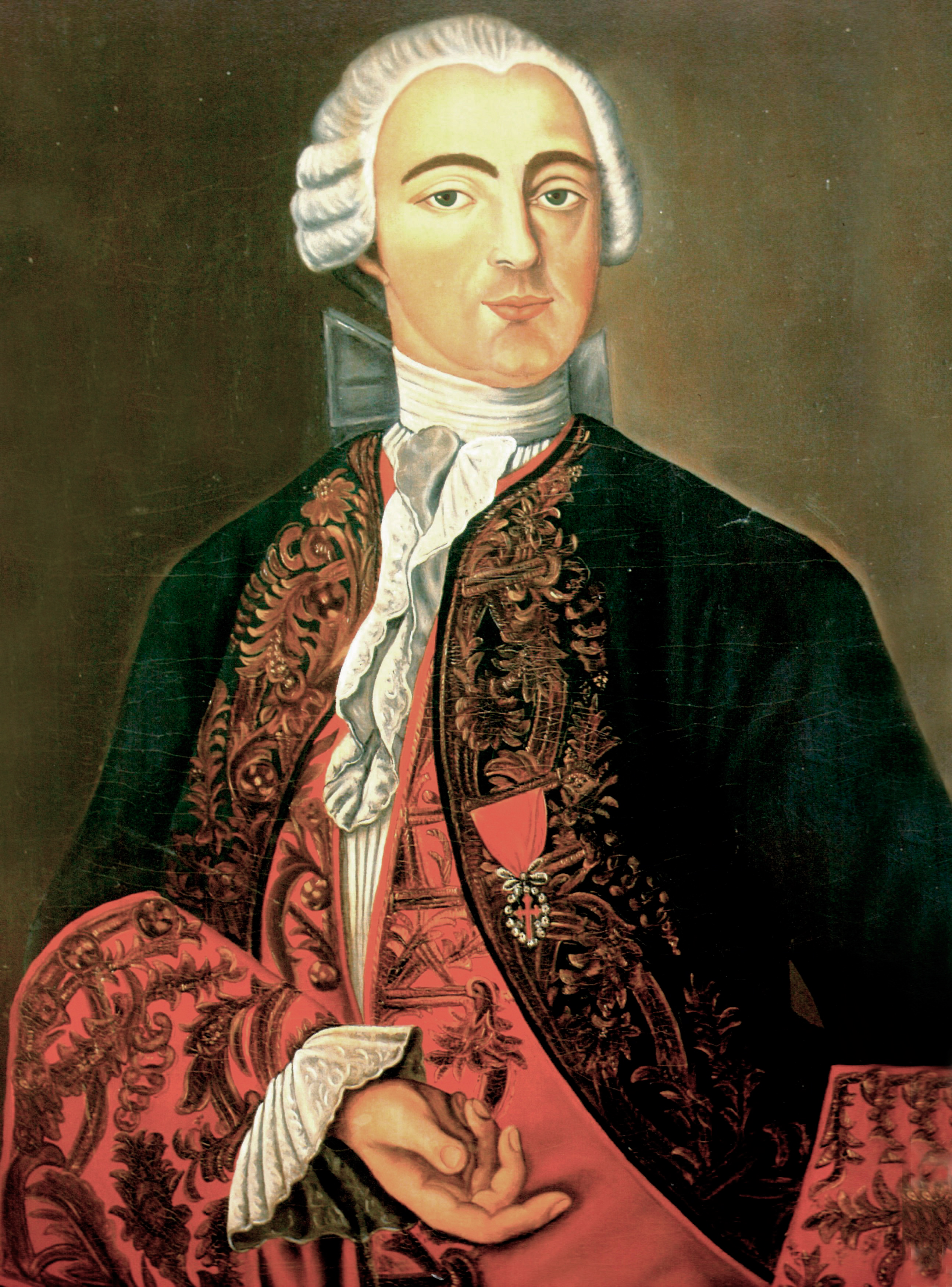
Pedro de Cevallos.

Después de una fuerte invasión realizada en enero de 1777, Pedro de Cevallos quien asumía el gobierno del nuevo Virreinato del Río de la Plata, envió instrucciones al Cabildo para que estableciera guardias en lugares estratégicos para poner inmediato remedio a las invasiones de los indios. El 2 de julio de 1777 se reunió a esos efectos el Cabildo. El maestre de campo Manuel Pinazo, que asistía a la reunión, propuso que las guardias establecidas al norte del Salado, fueran trasladadas a la banda sur y colocadas la del Zanjón en la laguna de los Camarones (actual partido de Pila), la de Luján a los manantiales de Casco (jurisdicción de Bragado) y en el fuerte de Salto a la laguna del Carpincho (partido de Junín). De las otras cuatro guardias mantenidas por los milicianos "a ración y sin sueldo", proponía dejar solo dos, la de la Matanza (llevándola al arroyo de Las Flores), y la de Las Conchas (trasladada a la Laguna del Trigo).
Para el traslado del Fuerte del Zanjón a Camarones y el de La Matanza al Arroyo de las Flores, se determinó que "(…) era obligación de los vecinos concurrir con carretas, bueyes y todos los elementos que fueren necesarios para realizar este traslado ya que esto era un servicio al Rey".
En noviembre numerosas partidas de indios de lanza se concentraron en arroyo Dulce y laguna de Melincué con intención de atacar Areco, Salto y Pergamino. Pese a ser época de cosechas, la población se replegó sobre los fuertes.
Esto último impulsó a Cevallos a su regreso después de expulsar a los portugueses de Colonia del Sacramento a reunir una junta de guerra en la ciudad, para que aconsejara medidas contra los indios. Pinazo formó parte de esta junta, que insistió con su proyecto anterior, pero Ceballos deseaba una solución radical y solicitó a la Corte autorización para preparar una ofensiva general sobre toda la extensión de la frontera con un ejército de 10 o 12 mil hombres que reuniría las milicias de las provincias de Buenos Aires, Córdoba, San Luis, Mendoza y algunos de Santiago del Estero.

### Fin del Fuerte del Zanjón
La autorización real para llevar la ofensiva propuesta por Cevallos llegó en 1778, en momentos en que Juan José de Vértiz y Salcedo (1778-1784), tomaba a su cargo el Virreinato. El 10 de septiembre de 1778 una nueva junta de guerra que integraba Pinazo se opuso al proyecto de Cevallos arguyendo la imposibilidad de levantar y mantener un ejército tan numeroso y volviendo a proponer el traslado de las guardias al sur del Salado.
Antes de decidir, Vértiz encargó al teniente coronel Francisco Betbezé realizar un reconocimiento de los lugares que ocupaban los fortines y de las zonas señaladas para el traslado.
Betzabé, acompañado por Juan Joseph de Sarmiento, Nicolás de la Quintana y Pedro Nicolás Escribano inició su expedición al otro lado del Salado en el Fuerte de Salto. El 24 de febrero de 1779 Pedro Nicolás Escribano adelantó al Virrey su recomendación de que Los Camarones era un lugar inadecuado al tratarse de "una loma que en el invierno y épocas de lluvias quedaba aislada por dos lagunas salobres y los bañados que se formaban por la poca posibilidad de escurrimiento del agua". Tampoco había buenas pasturas en sus inmediaciones por lo que las caballadas debían ser mantenidas a distancia de la fortaleza, lo que las ponía al alcance de los indios y tornaba vulnerable la posición. Finalmente la posición se encontraba al sur del río Salado, por lo que podía quedar aislada por una crecida del río.
Escibano recomendaba elegir "Las barrancas, situada a 16 leguas del actual emplazamiento al norte del Salado y contaba con buenas pasturas y leña en abundancia".
El 12 de abril de 1779 presentó su informe aconsejando no avanzar la línea sino fortalecerla, dejar en su lugar los fuertes y fortines en razón de que había todavía mucho campo sin cultivar a su retaguardia de la línea de frontera lo que no justificaba un avance y concluía por recomendar que "Si se determinare (como lo creo importante útil y conveniente y aun necesario por ahora) subsistan las guardias de la frontera donde actualmente se hallan, o inmediaciones que dejó insinuadas, gradúo indispensable construir un reducto junto a la laguna de los Ranchos entre el Zanjón o Vitel y el Monte; regularizar la mayor parte de los fuertes, que están en disposiciones despreciables, y construir algunos a las inmediaciones indicadas de los que se hayan de mudar; de forma que los de Vitel, Monte, Luján, Salto y Rojas, sean guardias principales y residencias o cuarteles de cinco indispensables compañías de blandengues, y el proyectado en los Ranchos con los de Lobos, Navarro y Areco, sirvan de fortines con una pequeña guarnición, para estrechar las avenidas y facilitar el diario reconocimiento del campo comprendido en el cordón y su respectivo frente".
Aconsejaba sí, la instalación de un fuerte el la zona de las Lagunas de Vitel, la que contaba con aguadas, buenos pastos y leña, y permitiría privar a los indios de un lugar de reunión y descanso en sus malones. El 1 de junio de 1779 Vértiz dio su aprobación al proyecto, variando solo el lugar de traslado del Zanjón al elegir en vez de la laguna de Vitel la de Chascomús.
Ese mismo comenzaron las obras. En agosto de 1780 una gran invasión indígena del cacique Linco Pagni que alcanzó Chascomús y Luján provocó un cambio en la política defensiva de la frontera sur del Virreinato a cargo del nuevo Comandante de Fronteras Juan José Sardén. Para 1781 el Fuerte del Zanjón había sido reemplazado en el dispositivo de defensa y la nueva línea de fortificaciones constaba del fuerte de Salto, el Fuerte San José de Luján, el Fuerte San Juan Bautista de Chascomús, el Fuerte de Monte, el fuerte San Francisco de Rojas, el fortín Lobos, el Fortín Nuestra Señora del Pilar de los Ranchos, Fortín Navarro, Fortín San Claudio de Areco, Fortín de las Mercedes y Fortín Melincué.

### Centro de interpretación Fuerte del Zanjón
Concluida la obra de construcción de la réplica del Fuerte del Zanjón, los edificios tendrán como destino la participación social a través de transformarlos en un polo cultural permanente y de turismo cultural, sin fines de lucro al servicio de la sociedad y de su desarrollo, abierta al público, que conserve, comunique y exponga con propósitos de estudio y educación la época que representa, la historia, la flora y la fauna autóctona de nuestro partido, entre otros. Los objetivos generales planteados son los de crear un centro de interpretación, museo, centro de preservación ambiental y de actividades de concientización ecológico de flora autóctona autosustentable. Entre los Objetivos particulares se encuentran: Habilitar el sector para observación de especies y recreación. Colocación de señalética. Construcción de un pequeño sector de reciclado de todo aquello que genera la utilización del predio. Construcción de un patio de juegos infantiles con equipos fabricados con material reciclado. Construcción de un invernáculo para vivero que cultivará especies autóctonas con fines de forestación y reforestación, dando nacimiento a un Vivero Municipal. Influir en el cambio en la relación que tienen los habitantes con el rio y la naturaleza. Fomentar con cursos y charlas una relación de cuidado y protección ambiental. Utilizar energías alternativas. Trabajar conjuntamente con entidades, escuelas y otras instituciones afines al tema. Todo el predio, que incluye a una cava, será el Centro de Interpretación Fuerte del Zanjón.

### Réplica del Fuerte del Zanjón
En la Sala de Cultura Municipal de Brandsen; se presentó oficialmente el proyecto de construcción de la réplica del fuerte del Zanjón.
El lunes 1 de agosto de 2022 el historiador Carlos M. Vignola expuso, desde las 20 horas en la sala municipal de Cultura, el proyecto de construcción de una réplica del Fuerte del Zanjón en el pueblo Colonia Samborombón. El acto contó con la presencia del intendente Daniel Cappelletti; la presidenta del Consejo Escolar, Karina Iraola, y los consejeros escolares Vanina Sosa e Ignacio Jacob -declarado de Interés por parte del Cuerpo-; funcionarios municipales, Consejo Patrimonial, Rotary Club, Asociación Civil Americana de Recreacionistas Históricos con trajes del cuerpo de Blandengues y entidades intermedias de la comunidad. En el hall del centro cultural se expusieron dos maquetas e infografía que ilustran los principales antecedentes históricos y se presentó, también, la reedición del libro “Historia del Fuerte del Zanjón de Nuestra Señora de Mercedes” (2009). Además, se anunció una exposición itinerante por las localidades del distrito y un stand en el pabellón municipal de la Exposición Ganadera, Comercial e Industrial de Brandsen.
“El proyecto contempla la estructuración de la defensa exterior constituida por palos a pique, con una apertura central en un lateral corto de tres metros y en dos esquinas en diagonal estarán las garitas de guardia con las réplicas de los correspondientes pedreros, los cañones que se usaban para disuadir y anunciar acontecimientos a la población (llegada de tribus, encuentros sociales, misas, etc.). Dentro de la empalizada estará el cuartel y la capilla en una sola estructura y un rancho que se utilizaba como bodega. El plano general y el de las estructuras ya está elaborado y luego de la presentación oficial se lanzará una campaña de información a fin de obtener el máximo de colaboración de la comunidad (…)”.
Está conformado el grupo “Fuerte del Zanjón”, que tendrá a su cargo la obra. Durante la ceremonia se entregaron diplomas distinción.